# Серебротулий
Серебротулий — бинарное неорганическое соединение, интерметаллид
тулия и серебра
с формулой AgTm,
кристаллы.

## Получение
- Сплавление стехиометрических количеств чистых веществ:

{\displaystyle {\mathsf {Tm+Ag\ {\xrightarrow {1140^{o}C}}\ AgTm}}}

## Физические свойства
Серебротулий образует кристаллы
кубической сингонии (примитивная решётка), пространственная группа P m3m, параметры ячейки a = 0,3563 нм, Z = 1,
структура типа хлорида цезия CsCl
.
Соединение конгруэнтно плавится при температуре ≈1140 °C.